# Walter Stradling
Walter (Ernest) Stradling — né en février 1875 à Plymouth (Angleterre), mort le 4 juillet 1918 à New York (État de New York) — est un directeur de la photographie américain d'origine anglaise.

## Biographie
Émigré en 1898 aux États-Unis, Walter Stradling débute comme chef opérateur sur Captain Alvarez (en) de Rollin S. Sturgeon (avec Edith Storey et William Desmond Taylor), sorti en 1914.
Il contribue à vingt-sept autres films muets américains sortis jusqu'en 1918, année de sa mort prématurée (à 43 ans), des suites de la grippe espagnole.
En particulier, il dirige les prises de vues de plusieurs films réalisés par Marshall Neilan ayant pour vedette féminine Mary Pickford, dont La Petite Princesse (1917, avec Norman Kerry), L'Enfant de la forêt (1918, avec Thomas Meighan), À chacun sa vie (1918, avec William Scott) et Le Roman de Mary (1918, avec Conway Tearle).
Il est l'oncle d'Harry Stradling Sr. (1901-1970) et le grand-oncle d'Harry Stradling Jr. (né en 1925), tous deux également directeurs de la photographie.

## Filmographie complète
- 1914 : Captain Alvarez de Rollin S. Sturgeon
- 1915 : The Case of Becky de Frank Reicher
- 1915 : The Secret Sin de Frank Reicher
- 1915 : Young Romance de George Melford
- 1915 : The Secret Orchard de Frank Reicher
- 1915 : The Chorus Lady de Frank Reicher
- 1915 : A Gentleman of Leisure (en) de George Melford
- 1915 : Mr. Greix of Monte Carlo de Frank Reicher
- 1916 : Âmes d'étrangers (Alien Souls) de Frank Reicher
- 1916 : The Ragamuffin de William C. de Mille
- 1916 : The Love Mask de Frank Reicher
- 1916 : The Guest of Life d'Ashley Miller
- 1916 : Un précurseur (Pudd'nhead Wilson) de Frank Reicher
- 1917 : Those Without Sin de Marshall Neilan
- 1917 : La Bouteille enchantée (The Bottle Imp) de Marshall Neilan
- 1917 : The Tides of Barnegat de Marshall Neilan
- 1917 : La Petite Princesse (The Little Princess) de Marshall Neilan
- 1917 : The Girl at Home de Marshall Neilan
- 1917 : The Silent Partner (en) de Marshall Neilan
- 1917 : Petit Démon (Rebecca of Sunnybrook Farm) de Marshall Neilan
- 1917 : Freckles de Marshall Neilan
- 1917 : El Jaguar (The Jaguar's Claws) de Marshall Neilan
- 1918 : L'Enfant de la forêt (M'Liss) de Marshall Neilan
- 1918 : Hit-the-Trail Holiday de Marshall Neilan
- 1918 : À chacun sa vie (Amarilly of Clothes-Line Alley) de Marshall Neilan
- 1918 : L'Auberge isolée (Heart of the Wilds) de Marshall Neilan
- 1918 : Le Roman de Mary (Stella Maris) de Marshall Neilan
- 1918 : Out of a Clear Sky de Marshall Neilan

## Galerie photos

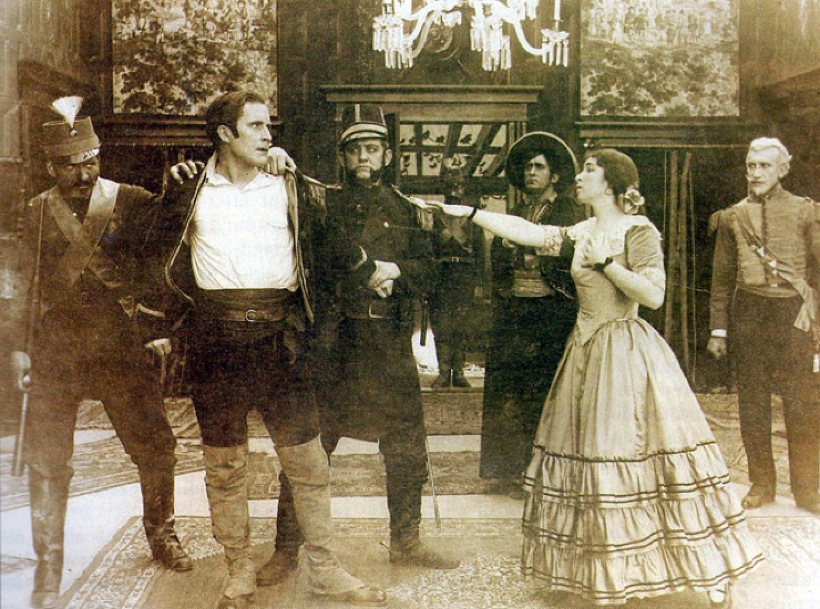
Captain Alvarez (en) (1914), avec William Desmond Taylor et Edith Storey
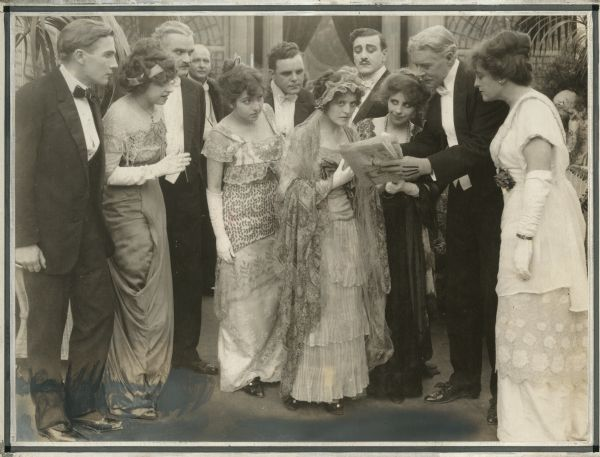
Young Romance (en) (1915), avec Edith Taliaferro (en)
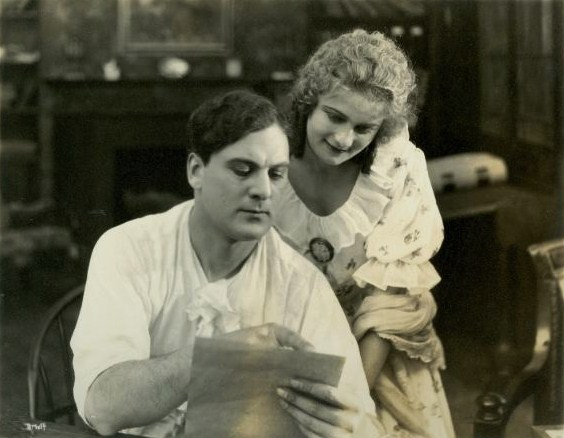
Un précurseur (1916), avec Thomas Meighan et Florence Dagmar
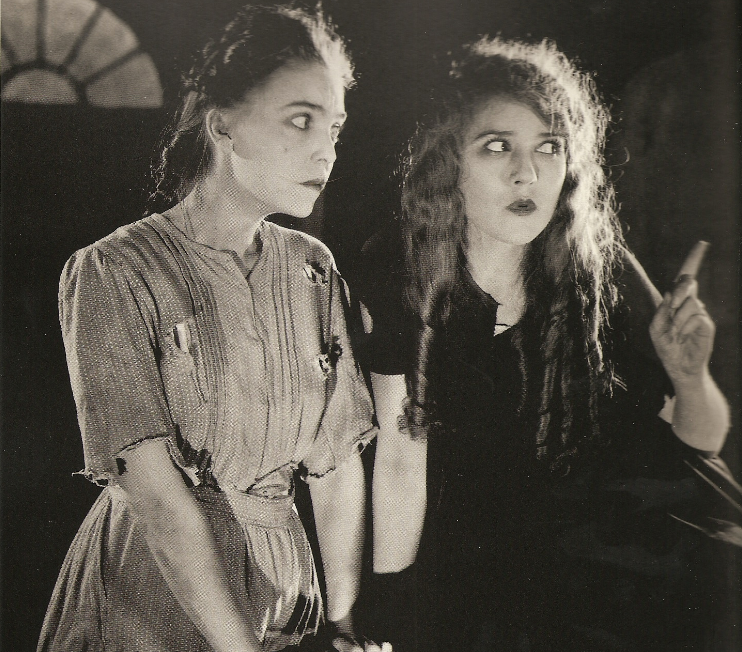
La Petite Princesse (1917), avec Zasu Pitts et Mary Pickford
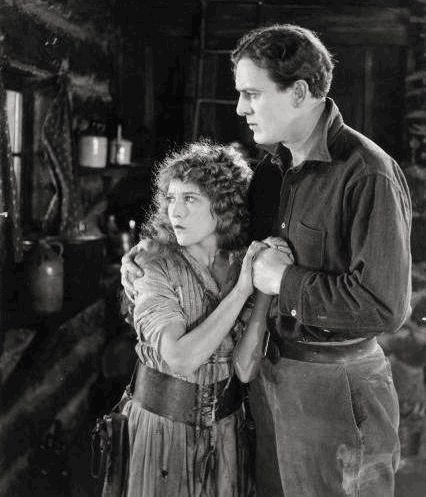
L'Enfant de la forêt (1918), avec Mary Pickford et Thomas Meighan